# Șaru Dornei
Șaru Dornei település Romániában, Moldvában, Suceava megyében.

## Fekvése
Dornavátra után 10 km-re, a Dorna patak völgyében, a DN 17B úton keletre fekvő település.

## Leírása
A 903 méter magasságban fekvő község híres arzénes és magnéziumos gyógyvizéről, melyek palackozva is kaphatók országszerte.
A 2002 évi népszámláláskor 4,320 lakosa volt.